# Rhitymna simplex
Rhitymna simplex là một loài nhện trong họ Sparassidae.
Loài này thuộc chi Rhitymna. Rhitymna simplex được Peter Jäger miêu tả năm 2003.